# Chromatomyia deirdreae
Chromatomyia deirdreae är en tvåvingeart som beskrevs av Griffiths 1972. Chromatomyia deirdreae ingår i släktet Chromatomyia och familjen minerarflugor. Inga underarter finns listade i Catalogue of Life.